# 대구 경북 행정 통합
대구 경북 행정 통합은 대구광역시, 경상북도를 통합하여 출범하는 지역 행정 현안 사업이다.

## 같이 보기
- 대구광역시
- 경상북도
- 행정안전부